# Kanton Charleville-La Houillère
Der Kanton Charleville-La Houillère war von 1973 bis 2015 ein französischer Wahlkreis im Arrondissement Charleville-Mézières, im Département Ardennes und in der Region Champagne-Ardenne; sein Hauptort (frz.: chef-lieu) war Charleville-Mézières. Die landesweiten Änderungen in der Zusammensetzung der Kantone brachten im März 2015 seine Auflösung. Vertreter im Generalrat des Départements war zuletzt Philippe Mathot.

## Gemeinden
| Gemeinde                         | Einwohner (Stand: 2022) | Code postal | Code Insee |
| -------------------------------- | ----------------------- | ----------- | ---------- |
| Charleville-Mézières (teilweise) | 12.867                  | 08000       | 08105      |
| Damouzy                          | 428                     | 08090       | 08137      |
| Houldizy                         | 404                     | 08090       | 08230      |

Die insgesamt 45.634 Einwohner umfassende Stadt Charleville-Mézières war auf mehrere Kantone aufgeteilt.

## Bevölkerungsentwicklung
| 1990   | 1999   | 2006   | 2012   |
| ------ | ------ | ------ | ------ |
| 16.056 | 14.925 | 13 969 | 13.639 |